# Martin Vinnicombe
James Martin Vinnicombe (* 5. Dezember 1964 in Melbourne) ist ein ehemaliger australischer Bahnradsportler und Weltmeister. Er arbeitet heute als Trainer.

## Sportliche Laufbahn
Martin Vinnicombe kam aus schwierigen Verhältnissen; seine Mutter war Alkoholikerin. Er begann mit dem Radsport, als sein Cousin Steve Bannon als 15-Jähriger zur Familie Vinnicombe kam, nachdem sein eigenes Haus in Darwin, Nordaustralien, von einem Zyklon zerstört worden war.
Vinnicombe entwickelte sich zu einem Spezialisten im 1000-Meter-Zeitfahren auf der Bahn. Bei den UCI-Bahn-Weltmeisterschaften 1987 in Wien wurde er Weltmeister in dieser Disziplin, nachdem er schon 1985 in Bassano del Grappa den dritten sowie 1986 in Colorado Springs den zweiten Platz belegt hatte. 1989 in Lyon sowie 1990 in Maebashi konnte er jeweils nochmals den Titel des Vize-Weltmeisters erringen.
Bei den Olympischen Sommerspielen 1988 in Seoul gewann Martin Vinnicombe die Silbermedaille über den Kilometer. 1986 sowie 1988 gewann er in seiner Paradisziplin Zeitfahren Gold bei den Commonwealth Games. 1989 wurde er Radsportler des Jahres in Australien.

## Doping
1991 wurde Vinnicombe in den USA positiv auf Steroide getestet und für zwei Jahre gesperrt. Er beendete daraufhin seine aktive Karriere und arbeitet seitdem als Trainer. 2005 wurde er vom „Chinesischen Olympia-Komitee“ (COC) wegen Dopings des Fahrers Zeng Liqing mit EPO für vier Jahre als Trainer in China gesperrt. Diesen Doping-Vorwurf bestritt Vinnicombe vehement und betrachtete sich als Sündenbock für die Machenschaften einheimischer Funktionäre.

## Privates
In den 1990er Jahren war Martin Vinnicombe mit der Weltmeisterin in der Einerverfolgung von 1998, Lucy Tyler-Sharman, verheiratet. Nach der Doping-Affäre im Jahre 1991 trennte sie sich von ihm.

## Erfolge
1985
- Amateur-Weltmeisterschaft – 1000-Meter-Zeitfahren
- Australischer Meister – 1000-Meter-Zeitfahren

1986
- Weltmeisterschaft – 1000-Meter-Zeitfahren
- Commonwealth-Games-Sieger – 1000-Meter-Zeitfahren

1987
- Amateur-Weltmeister – 1000-Meter-Zeitfahren
- Australischer Meister – 1000-Meter-Zeitfahren

1988
- Olympische Spiele – 1000-Meter-Zeitfahren
- Australischer Meister – 1000-Meter-Zeitfahren

1989
- Weltmeisterschaft – 1000-Meter-Zeitfahren
- Australischer Meister – 1000-Meter-Zeitfahren

1990
- Weltmeisterschaft – 1000-Meter-Zeitfahren
- Commonwealth-Games-Sieger – 1000-Meter-Zeitfahren
- Australischer Meister – 1000-Meter-Zeitfahren